# KTM EXC
Le motociclette GS/EXC della KTM, sono moto da enduro con motore a due tempi, prodotta nelle cilindrate (50, 125, 200, 250, 300 e 350-360-380).
Questa serie è stata accompagnata a partire dal 2000 dalla KTM EXC-F che si contraddistingue per il motore a quattro tempi.

## 50
Prodotta a partire dal 1994 fino al 2001

## 125
La 125 EXC è una moto da enduro prodotta dal 1994 al 2016. Dotata di motore a due tempi, era possibile trovare sia i modelli omologati per i sedicenni (11 kW) che per adulti (circa 35 CV alla ruota).
Dal 2008 monta un pacco lamellare V-Force 3 che ha modificato in parte l'erogazione della potenza da parte del motore; l'ha infatti resa più stabile e lineare, migliorandone la resa ai bassi regimi.
Dal 2015 sono stati sostituiti i carter, passati dal magnesio all'alluminio
Il motore è stato aggiornato e la potenza è diminuita passando da 35 CV all'albero e 30 alla ruota a 27,5 CV alla ruota e circa 33 all'albero
Il model year 2016 è stato l'ultimo EXC 125 omologato per uso stradale, perché in seguito alle restrizioni delle norme europee antinquinamento Euro 4 la casa madre ha deciso di concluderne la produzione sostituendolo a partire dal 2017 con il modello 125 XC-W, utilizzabile solo per competizioni e non su strada. Per quest'ultimo utilizzo è possibile l'immatricolazione, sostituendo l'espansione con una strozzata e ponendo dei blocchi sul meccanismo dell'acceleratore.

## 200
Prodotta a partire dal 1998
Si distingue dal 125 per il motore con alesaggio e corsa maggiorati (64 x 60, la cilindrata effettiva è di 193 cm³) e per l'espansione.

## 250
Prodotta dal 1977 al 1982, con il motore avente misure alesaggio 72,5 x corsa 60,5.
La produzione riprese nel 1996, con le misure del motore mutate ad alesaggio 67,5 x corsa 69,5 e dal 2000 le misure del motore mutano nuovamente in 66,4 x 72.

## 300
Prodotta a partire dal 1991, ancora in produzione.
Si distingue dal 250 per il motore con alesaggio e corsa maggiorata a 72 mm (72 x 72) quindi cilindro, testa e pistone e centralina.

## 350-360-380
Prodotta a partire dal 1994, maggiorata a 360 l'anno successivo, arrivando alle misure 78 x 74 (cilindrata effettiva 353) e prodotta fino al 1997, nel 1998 viene accompagnata da una versione maggiorata da 380 con l'aumento della corsa prendendo le misure 78 x 77 (cilindrata effettiva 368), la quale viene prodotta fino al 2003.